# Rinascimento albanese
Il Rinascimento Nazionale Albanese (in albanese: Rilindja o Rilindja Kombëtare), comunemente noto come Rinascimento Albanese o Risveglio Albanese, è un periodo che attraversa il XIX e XX secolo, caratterizzato da un movimento culturale, politico e sociale nella storia albanese, durante il quale il popolo albanese ha raccolto le forze per stabilire una vita culturale e politica indipendente, nonché lo Stato dell'Albania.
Prima dell'affermarsi del nazionalismo, l'Albania rimase sotto il dominio dell'Impero Ottomano per quasi cinque secoli e le autorità ottomane sopprimevano qualsiasi espressione di unità nazionale o coscienza nazionale istituzionale da parte del popolo albanese. C'è un dibattito tra gli esperti su quando dovrebbe essere considerato l'inizio del movimento nazionalista albanese. Alcune fonti attribuiscono le sue origini alle rivolte contro la centralizzazione negli anni '30 del XIX secolo, altre alla pubblicazione del primo tentativo di Naum Veqilharxhi di creare un alfabeto standardizzato per l'albanese nel 1844, oppure al crollo della Lega di Prizren durante la Crisi Orientale del 1881. Sono emerse varie posizioni di compromesso tra queste tre tesi, ad esempio una visione che sostiene che il nazionalismo albanese avesse radici più antiche ma si "consolidò" come movimento durante la Crisi Orientale (1878-1881).
Un'altra visione è che le radici del nazionalismo albanese "germogliarono" nelle riforme dei primi decenni del XIX secolo, e che il nazionalismo albanese emerse adeguatamente negli anni '30 e '40 del XIX secolo, quando era un movimento romantico per la riforma sociale inizialmente guidato principalmente da albanesi che pubblicavano dall'estero; si trasformò in un movimento nazionale politico esplicito negli anni '70 del XIX secolo. Il 20 dicembre 1912, la Conferenza degli Ambasciatori a Londra riconobbe un'Albania indipendente entro i suoi confini attuali.

## Contesto

### 1831-1878
Dopo la caduta del Pascialato di Giannina, il potere e l'influenza dei bey albanesi erano svaniti. I bey rimanenti cercarono quindi di ripristinare il loro dominio. Si tenne un'assemblea a Berat nel 1828. In questa Convenzione, i leader erano Ismail Qemali, Zylyftar Poda e Shahin bey Delvina. L'Impero Ottomano cercò di impedire l'ascesa dei bey locali, che costituivano una minaccia al potere centralizzato. Nel 1830, la Sublime Porta inviò una forza di spedizione sotto il comando di Reshid Mehmed Pascià per sopprimere i bey albanesi locali. Al sentir parlare dell'arrivo delle forze ottomane, i tre capi locali più potenti, Zylyftar Poda, accompagnato dai resti della fazione di Ali Pasha, Veli Bey (il cui centro di potere era intorno a Giannina) e Arslan Bey, insieme ad altri bey meno potenti, cominciarono a preparare le loro forze per resistere a un probabile attacco ottomano.
Realizzando la gravità della situazione e il pericolo di una rivolta generale, Reshid Mehmed Pascià invitò i bey albanesi a un incontro sotto il pretesto che sarebbero stati ricompensati per la loro lealtà alla Porta. Tuttavia, i bey furono tutti uccisi insieme alle loro guardie.
L'ultimo pascialato albanese a cadere fu il Pascialato di Scutari. Il dominio della dinastia Bushati terminò quando l’esercito ottomano sotto Mehmed Reshid Pascià assediò il Castello di Rozafa e costrinse Mustafa Reshiti alla resa (1831). La sconfitta albanese mise fine a un'alleanza pianificata tra i bey albanesi e la nobiltà bosniaca, che stavano cercando anch'essi l'autonomia. Invece del pascialato, furono creati i vilayet di Scutari e di Kosovo.

### Prime rivolte
Rimuovendo il sistema dei Timar, la Sublime Porta intendeva rafforzare il proprio governo centrale e recuperare il potere dell'Impero, indebolito a causa del sottosviluppo economico e sociale, del sistema di sfruttamento e delle continue rivolte popolari. Le riforme iniziarono ad essere attuate in Albania dagli anni '30 del XIX secolo. Queste riforme colpirono duramente le file della vecchia classe feudale militare, già indebolita dalle spedizioni ottomane dal 1822 al 1831. Le teste feudali che avevano lanciato rivolte furono eliminate, altre esiliate e coloro che potevano scapparono dal paese. Tutte le loro proprietà furono dichiarate di proprietà dello Stato. Questo diede origine a nuovi proprietari terrieri che avevano legami con la Sublime Porta.
A causa dell'occupazione ottomana, l'ideologia del nazionalismo si sviluppò difficilmente e rimase limitata nei territori abitati dagli albanesi nei Balcani. Trovarono condizioni più favorevoli di sviluppo all'estero, nella capitale dell'Impero, Istanbul, in Italia, e in altri paesi balcanici. Le idee nazionali divennero evidenti attraverso le rivolte popolari contro le riforme del Tanzimat, ma non raggiunsero ancora un periodo in cui poter essere formulate in una politica completa del Movimento Nazionale. Venivano espressi maggiormente attraverso opere letterarie e studi sul popolo albanese, sulla storia, sulla lingua e sulla cultura. Nei loro scritti, i Rilindas lottarono per suscitare sentimenti di amore per il proprio paese esaltando le tradizioni patriottiche e gli episodi storici, specialmente quelli dell'era di Skanderbeg e della cultura popolare; dedicarono molta attenzione alla lingua madre e alle scuole albanesi come mezzi per affermare l'individualità e la rivendicazione nazionale.
Le riforme di centralizzazione del governo ottomano furono implementate immediatamente con il dispiegamento di personale civile e militare in Albania. Ciò fu accolto con resistenza dalla popolazione locale, che inizialmente si oppose a eseguire gli ordini e trasformò rapidamente la resistenza in ribellione armata. Dopo che due rivolte locali scoppiarono all'inizio del 1833 a Kolonjë e a Dibër e furono represse, si verificarono rivolte su una scala più ampia nelle zone di Berat, Valona, Delvinë e Çamëria rispetto a prima. Le azioni dell'esercito ottomano erano caratterizzate dal terrore e aumentavano il malcontento nella popolazione locale, che era pronta a ribellarsi nuovamente. Agitatori in fuga circolavano tra le province per organizzare ulteriori rivolte, chiamando la gente a prepararsi per la guerra. Altri venivano inviati alle province vicine per assicurarsi il loro sostegno sottolineando che erano "fratelli". Per anticipare il pericolo di un nuovo scoppio dell'odio popolare, all'inizio del 1844 le autorità ottomane incalzarono con azioni urgenti. Concentrarono grandi forze militari in vari punti, specialmente a Bitola dove la situazione era peggiore. Alla fine di marzo 1844, scoppiò una nuova rivolta ma fu soppressa.
Negli anni successivi ci furono esplosioni di insurrezioni armate in tutta l'Albania contro le riforme centralizzanti ottomane, in particolare contro il peso delle nuove tasse imposte e contro il servizio militare obbligatorio. Tuttavia, nello stesso tempo e all'interno di queste insurrezioni, iniziarono a diffondersi rivendicazioni nazionali preliminari. Queste rivendicazioni emersero soprattutto nella rivolta del 1847, che assunse grandi proporzioni in due zone dell'Albania meridionale: nella regione di Argirocastro guidata da Zenel Gjoleka e in quella di Berat guidata da Rapo Hekali.

## Storia

### Formazione

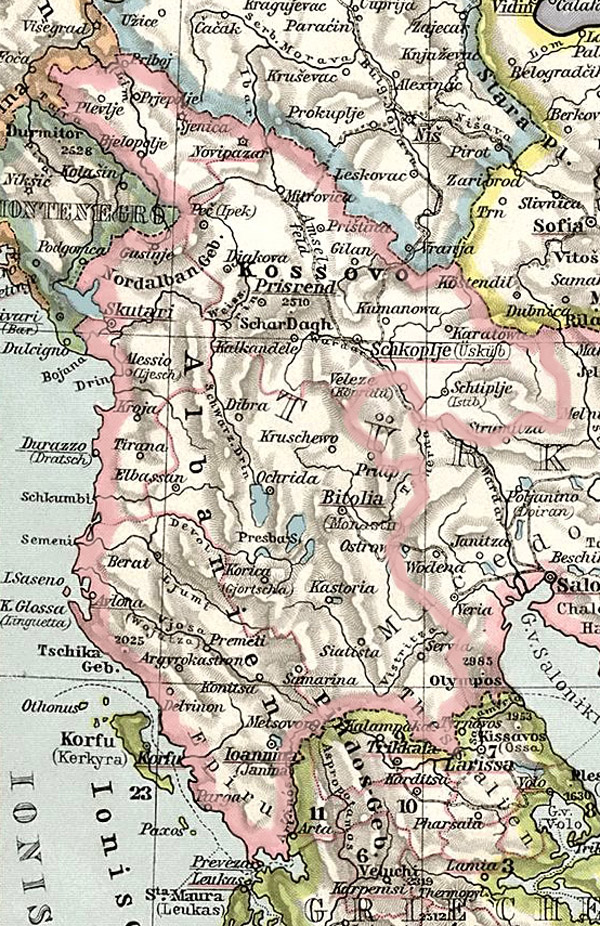
I quattro vilayet ottomani (Kosovo, Scutari, Monastir e Janina), proposti come vilayet albanesi dalla Lega di Prizren nel 1878.

Vi è un dibattito tra gli esperti su quando dovrebbe essere considerato l'inizio del movimento nazionalista albanese. Alcune fonti attribuiscono le sue origini alle rivolte contro la centralizzazione negli anni '30 del XIX secolo, altre alla pubblicazione del primo tentativo di Naum Veqilharxhi di creare un alfabeto standardizzato per l'albanese nel 1844, o al crollo della Lega di Prizren durante la Crisi Orientale del 1881. Sono emerse varie posizioni di compromesso tra queste tre tesi, ad esempio una visione che sostiene che il nazionalismo albanese avesse radici precedenti ma si sia "consolidato" come movimento durante la Crisi Orientale (1878-1881).
Un'altra visione è che le radici del nazionalismo albanese "germogliarono" nelle riforme dei primi decenni del XIX secolo ma che il nazionalismo albanese emerse adeguatamente negli anni '30 e '40 del XIX secolo come movimento romantico per la riforma sociale, inizialmente guidato principalmente da albanesi che pubblicavano dall'estero, e si trasformò in un movimento nazionale politico esplicito negli anni '70 del XIX secolo. Secondo la visione che la Rilindja si evolse negli anni '70, a causa dei legami religiosi della maggioranza della popolazione albanese con gli Ottomani dominanti e della mancanza di uno stato albanese nel passato, il nazionalismo era meno sviluppato e il movimento nazionale era notevolmente ritardato tra gli albanesi nel XIX secolo rispetto alle nazioni vicine del sud-est europeo, come greci, serbi, bulgari e rumeni. La Rilindja fu una continuazione delle rivolte albanesi e delle attività culturali per l'indipendenza che si svolsero durante tutto il periodo ottomano. Le riforme centraliste del Tanzimat, volte a sostituire i funzionari locali albanesi e a sopprimere la cultura albanese, seminarono i semi della Rilindja. In quel periodo si formò una classe intellettuale e mercantile con le nuove idee che stavano emergendo in Europa, rafforzando la lotta esistente contro il dominio ottomano. Il nazionalismo politico e il liberalismo economico erano due piattaforme moderne che ispirarono molti intellettuali albanesi.
La Rivoluzione francese lasciò un impatto socio-economico sulla società albanese, con molti intellettuali albanesi che enfatizzarono gli ideali della Rivoluzione e importanti figure come Voltaire e Jean-Jacques Rousseau. Durante quel periodo, la distruzione del Pascialato di Giannina e le crescenti ambizioni nazionaliste greche alimentarono una reazione tra l'élite intellettuale albanese. Il figlio di una famiglia mercantile, Naum Veqilharxhi, iniziò il suo lavoro per scrivere un alfabeto destinato ad aiutare gli albanesi a superare le questioni religiose e politiche nel 1824 o 1825. Veqilharxhi pensava che le continue occupazioni avessero causato molti problemi all'istruzione albanese. Il suo lavoro facilitò la diffusione della consapevolezza nazionale basata sull'unità di parentela, sull'identità linguistica e sulle tradizioni. Alcuni patrioti albanesi, tra cui molti delle comunità Arbëreshë in Italia, stabilirono contatti con le forze democratiche e rivoluzionarie italiane. Questo aiutò il movimento della Rilindja ad espandersi al di là del quadro delle relazioni albanesi-ottomane, diventando una questione internazionale. Il Risorgimento italiano effettivamente servì da ispirazione per il movimento. La guerra russo-turca del 1877-1878 inflisse un colpo decisivo al potere ottomano nella penisola balcanica. La paura degli albanesi che le terre da loro abitate sarebbero state spartite tra Montenegro, Serbia, Bulgaria e Grecia alimentò la nascita del movimento nazionale albanese.
Il primo trattato postbellico, il fallito Trattato di Santo Stefano firmato il 3 marzo 1878, assegnava terre popolate da albanesi a Serbia, Montenegro e Bulgaria. Austria-Ungheria e il Regno Unito bloccarono l'accordo perché conferiva alla Russia una posizione predominante nei Balcani e disturbava così l'equilibrio di potere europeo. Successivamente, nello stesso anno, si tenne una conferenza di pace a Berlino per risolvere la disputa.
Il Trattato di Santo Stefano provocò profonda ansia tra gli albanesi e spinse i loro leader a organizzare una difesa delle terre da loro abitate. Nella primavera del 1878, influenti albanesi a Costantinopoli, tra cui Abdyl Frashëri, uno dei primi ideologi politici del Risorgimento nazionale, organizzarono un comitato segreto per dirigere la resistenza degli albanesi. A maggio il gruppo convocò una riunione generale dei rappresentanti di tutte le terre abitate dagli albanesi. Il 10 giugno 1878, circa ottanta delegati, principalmente leader religiosi musulmani, capi di clan e altre persone influenti provenienti dai quattro vilayet ottomani popolati dagli albanesi, si riunirono a Prizren.
I delegati dichiararono la formazione della Lega di Prizren, che consisteva in due rami: il ramo di Prizren e il ramo meridionale. Il ramo di Prizren era guidato da Iljas Dibra e comprendeva rappresentanti delle aree di Kirçova (Kicevo), Kalkandelen (Tetovo), Pristine (Pristina), Mitroviça (Kosovska Mitrovica), Viçitirin (Vucitrn), Üsküp (Skopje), Gilan (Gnjilane), Manastir (Bitola), Debar e Gostivar. Il ramo meridionale, guidato da Abdyl Frashëri, comprendeva sedici rappresentanti delle aree di Kolonjë, Coriza, Arta, Berat, Parga, Argirocastro, Përmet, Paramythia, Filiates, Margariti, Valona, Tepelenë e Delvinë.
La Lega di Prizren era posta sotto la direzione di un comitato centrale che aveva il potere di imporre tasse e costituire un esercito. La Lega di Prizren lavorò per ottenere l'autonomia per gli albanesi e per ostacolare l'attuazione del Trattato di Santo Stefano, ma non per creare un'Albania indipendente. I partecipanti volevano tornare allo status quo precedente all'inizio della Guerra russo-turca del 1877-1878. L'obiettivo principale era difendersi dai pericoli imminenti. Tra le altre cose, la Lega richiese lo status ufficiale per la lingua albanese nei territori abitati dagli albanesi e la fondazione di scuole albanesi.
Inizialmente le autorità ottomane sostenevano la Lega di Prizren, ma la Sublime Porta pressò i delegati affinché si dichiarassero anzitutto ottomani piuttosto che albanesi. Alcuni delegati sostenevano questa posizione e propugnavano l'accentuazione della solidarietà musulmana e la difesa delle terre musulmane, compresa l'attuale Bosnia ed Erzegovina. Altri rappresentanti, sotto la guida di Frashëri, si concentravano sull'ottenere l'autonomia albanese e creare un senso di identità albanese che superasse le divisioni religiose e tribali. Poiché i musulmani conservatori costituivano la maggioranza dei rappresentanti, la Lega di Prizren appoggiava il mantenimento della sovranità ottomana.

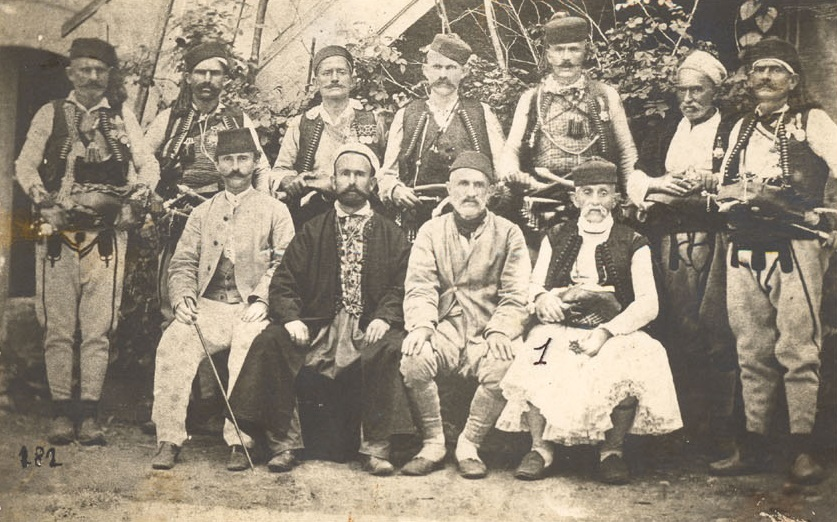
Lega di Prizren, foto di gruppo, 1878

Nel luglio del 1878, la Lega inviò un memorandum alle Grandi Potenze al Congresso di Berlino, convocato per risolvere i problemi irrisolti della Guerra turca, chiedendo che tutti gli albanesi fossero uniti in una singola provincia autonoma ottomana. Il Congresso di Berlino ignorò il memorandum della Lega. Il congresso cedette a Montenegro le città di Antivari e Podgorica e le aree intorno alle città montane di Gusinje e Plav, considerate territorio albanese dai leader della Lega. Anche la Serbia ottenne alcune terre abitate dagli albanesi. Gli albanesi, per la maggior parte leali all'Impero ottomano, opposero strenua resistenza alle perdite territoriali. Gli albanesi temevano anche l'eventuale occupazione dell'Epiro da parte della Grecia. La Lega di Prizren organizzò sforzi di resistenza armata a Gusinje, Plav, Scutari, Prizren, Preveza e Giannina. Un uomo di frontiera dell'epoca descrisse il confine come "galleggiante nel sangue."
Nell'agosto del 1878, il Congresso di Berlino ordinò una commissione per tracciare un confine tra l'Impero ottomano e Montenegro. Il congresso ordinò anche alla Grecia e all'Impero ottomano di negoziare una soluzione alla loro disputa di confine. Le Grandi Potenze si aspettavano che gli Ottomani assicurassero che gli albanesi rispettassero i nuovi confini, ignorando che le forze militari del sultano erano troppo deboli per imporre qualsiasi accordo e che gli Ottomani potevano solo trarre vantaggio dalla resistenza degli albanesi. La Sublime Porta, infatti, armò gli albanesi e permise loro di riscuotere tasse, e quando l'esercito ottomano si ritirò dalle aree assegnate al Montenegro ai sensi del Trattato di Berlino, i montanari albanesi di fede cattolica presero semplicemente il controllo. La resistenza degli albanesi al trattato costrinse le Grandi Potenze a modificare il confine, restituendo Gusinje e Plav all'Impero ottomano e concedendo a Montenegro la città costiera di Dulcigno, popolata dagli albanesi, che si rifiutarono di arrendersi. Infine, le Grandi Potenze bloccarono Dulcigno via mare e esercitarono pressioni sulle autorità ottomane per riportare gli albanesi sotto controllo. Le Grandi Potenze decisero nel 1881 di cedere alla Grecia solo la Tessaglia e il distretto di Arta.
Di fronte alla crescente pressione internazionale "per pacificare" gli ostinati albanesi, il sultano inviò un grande esercito sotto il comando di Dervish Turgut Pasha per sopprimere la Lega di Prizren e consegnare Dulcigno al Montenegro. Gli albanesi leali all'impero sostenevano l'intervento militare della Sublime Porta. Nel aprile 1881, i 10.000 uomini di Dervish Pasha catturarono Prizren e successivamente schiacciarono la resistenza a Dulcigno. I leader della Lega di Prizren e le loro famiglie furono arrestati e deportati. Frashëri, che inizialmente fu condannato a morte, fu imprigionato fino al 1885 ed esiliato fino alla sua morte sette anni dopo. Nei tre anni di esistenza, la Lega di Prizren rese effettivamente consapevoli le Grandi Potenze del popolo albanese e dei suoi interessi nazionali. Montenegro e la Grecia ottennero molto meno territorio abitato dagli albanesi di quanto avrebbero ottenuto senza la resistenza della lega.
I leader albanesi si trovarono di fronte a formidabili ostacoli nel loro tentativo di instillare nel popolo un'identità albanese piuttosto che ottomana. Divisi in quattro vilayet, gli albanesi non avevano un centro geografico o politico comune. Le differenze religiose degli albanesi costrinsero i leader nazionalisti a dare al movimento nazionale un carattere puramente secolare che alienava i leader religiosi. Il fattore più significativo che univa gli albanesi, la loro lingua parlata, mancava di una forma letteraria standard e persino di un alfabeto standard. Ognuna delle tre scelte disponibili, gli alfabeti latino, cirillico e arabo, implicava diverse orientazioni politiche e religiose contrastate da uno o un altro elemento della popolazione. Nel 1878 non esistevano scuole di lingua albanese nelle aree albanesi più sviluppate e la scelta per l'istruzione era tra le scuole della Chiesa ortodossa, dove l'istruzione era in greco, e le scuole governative ottomane, dove l'istruzione era in turco.

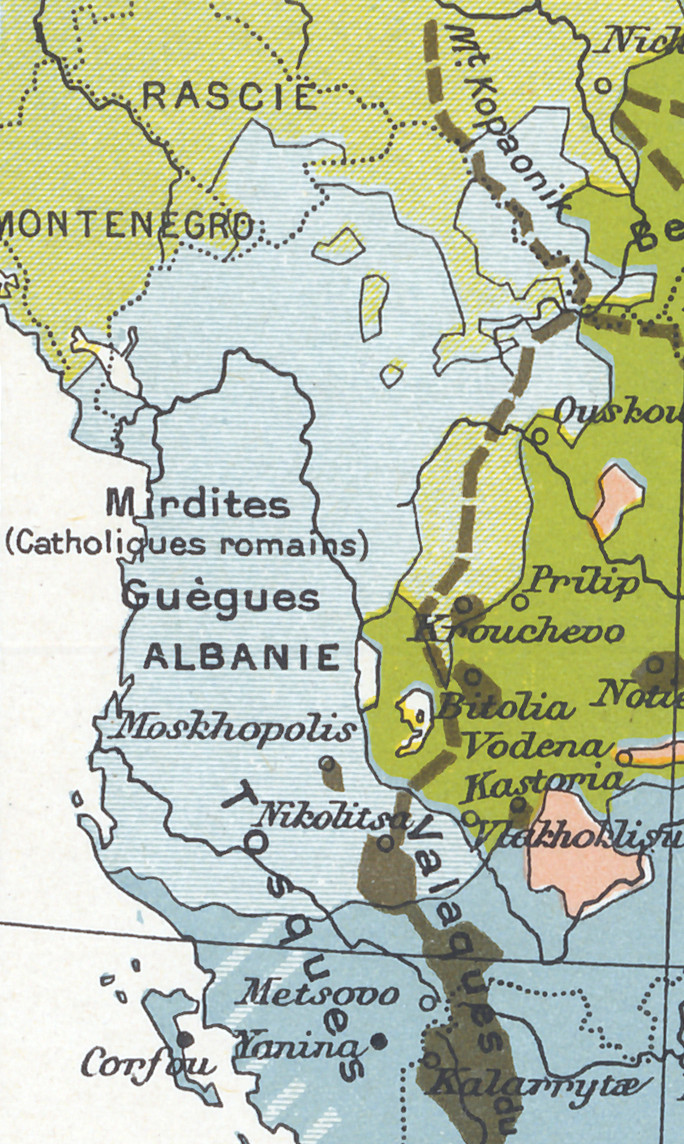
Distribuzione etnica degli albanesi nel 1913.

Dopo il Congresso di Berlino, l'Impero Ottomano continuò a declinare e il sultano Abdül Hamid II ricorse alla repressione per mantenere l'ordine. Le autorità si sforzarono senza successo di controllare la situazione politica nelle terre albanesi dell'impero, arrestando attivisti nazionalisti sospettati. Quando il sultano rifiutò le richieste albanesi di unificazione dei quattro vilayet abitati dagli albanesi, i leader albanesi riorganizzarono la Lega di Prizren e incitarono rivolte che portarono le terre abitate dagli albanesi, specialmente il Kosovo, vicino all'anarchia. Le autorità imperiali sciolsero un'organizzazione successiva, la Besa-Besë (Lega di Peja), fondata nel 1897, giustiziarono il suo presidente Haxhi Zeka nel 1902 e vietarono libri e corrispondenza in lingua albanese. In Macedonia, dove guerriglieri sostenuti da bulgari, greci e serbi combattevano le autorità ottomane e tra loro per il controllo, gli albanesi musulmani subirono attacchi e gruppi guerriglieri albanesi presero rappresaglie. I leader albanesi riuniti a Bitola nel 1905 istituirono il Comitato Segreto per la Liberazione dell'Albania. Nel 1905, il sacerdote Kristo Negovani, che aveva acquisito sentimenti nazionali albanesi all'estero, tornò al suo villaggio natio di Negovan e introdusse per la prima volta la lingua albanese nella liturgia ortodossa. Per i suoi sforzi Negovani fu ucciso da una banda guerrigliera greca su ordine del vescovo Karavangelis di Kastoria, il che suscitò una risposta nazionalista con la banda guerrigliera albanese di Bajo Topulli che uccise il metropolita di Coriza, Photios.
Nel 1906 emersero gruppi di opposizione nell'Impero Ottomano, uno dei quali si trasformò nel Comitato dell'Unione e del Progresso, più comunemente noto come Giovani Turchi, che propose di ripristinare un governo costituzionale a Costantinopoli, anche con una rivoluzione se necessario. Nel luglio 1908, un mese dopo che una ribellione dei Giovani Turchi in Macedonia, supportata da un'insurrezione albanese in Kosovo e Macedonia, sfociò in una vasta insurrezione e ammutinamento all'interno dell'esercito imperiale, il sultano Abdül Hamid II accettò le richieste dei Giovani Turchi di ripristinare il governo costituzionale. Molti albanesi parteciparono alla rivolta dei Giovani Turchi, sperando che avrebbe ottenuto per il loro popolo l'autonomia all'interno dell'impero. I Giovani Turchi abolirono il divieto ottomano sulle scuole di lingua albanese e sulla scrittura in lingua albanese. Di conseguenza, gli intellettuali albanesi riuniti a Bitola nel 1908 scelsero l'alfabeto latino come alfabeto standard. Tuttavia, i Giovani Turchi erano determinati a mantenere l'impero e non interessati a fare concessioni ai molteplici gruppi nazionalisti all'interno dei suoi confini. Dopo aver ottenuto l'abdicazione di Abdül Hamid II nell'aprile 1909, le nuove autorità istituirono tasse, proibirono i gruppi guerriglieri e le società nazionaliste e cercarono di estendere il controllo di Costantinopoli sugli uomini delle montagne settentrionali albanesi, i Malësor. Inoltre, i Giovani Turchi legalizzarono il bastinado, ovvero il pestaggio con un bastone, anche per reati minori, vietarono il possesso di fucili e negarono l'esistenza di un'identità nazionale albanese. Il nuovo governo appellò anche alla solidarietà islamica per spezzare l'unità degli albanesi e usò il clero musulmano per cercare di imporre l'alfabeto arabo.
Gli albanesi rifiutarono di sottomettersi alla campagna di “ottomanizzazione” forzata dei Giovani Turchi. Nuove rivolte albanesi iniziarono in Kosovo e nelle montagne settentrionali all'inizio di aprile 1910. Le forze ottomane soffocarono queste rivolte dopo tre mesi, proibirono le organizzazioni albanesi, disarmarono intere regioni e chiusero scuole e pubblicazioni. Il Montenegro aveva ambizioni di espansione futura nei territori albanesi confinanti e sostenne una rivolta del 1911 delle tribù montane contro il regime dei Giovani Turchi che si trasformò in una rivolta diffusa. Incapace di controllare gli albanesi con la forza, il governo ottomano concesse vantaggi riguardo alle scuole, l'arruolamento militare e le tasse e autorizzò l'uso dell'alfabeto latino per la lingua albanese. Tuttavia, il governo rifiutò di unire i quattro vilayet abitati dagli albanesi.

### Rivolte del 1910 e 1911

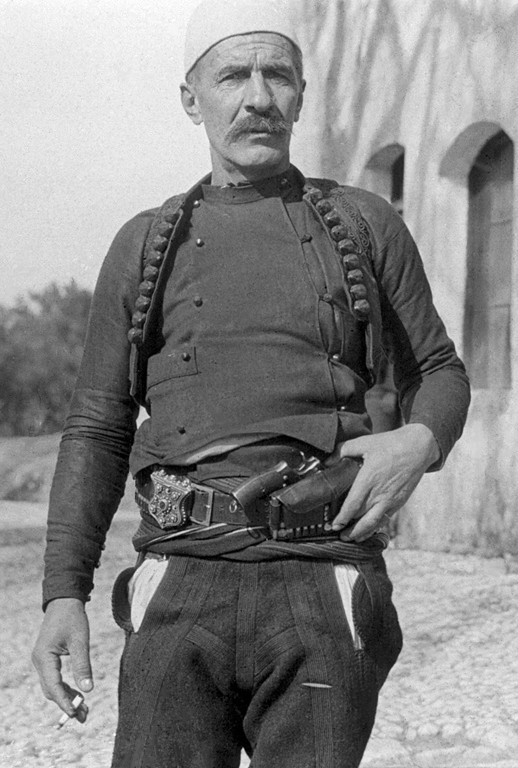
Il guerrigliero
Isa Boletini.

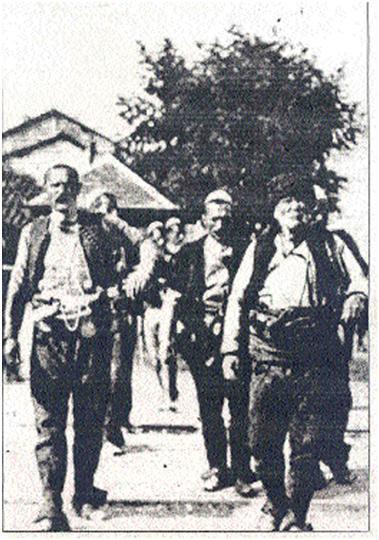
Idriz Seferi con i ribelli entrando a Ferizaj nel 1910

Nel 1910, a causa delle nuove politiche di centralizzazione del governo ottomano dei Giovani Turchi nei confronti degli albanesi, i leader locali albanesi Isa Boletini e Idriz Seferi iniziarono una rivolta contro gli Ottomani nel vilayet del Kosovo. Dopo aver soppresso le guarnigioni ottomane in città come Pristina e Ferizaj, il governo ottomano dichiarò la legge marziale e inviò una spedizione militare di 16.000 uomini guidata da Shefket Turgut Pasha. Simultaneamente, le forze sotto Idriz Seferi catturarono il passo di Kaçanik. Difesero con successo il passo dalla forza di spedizione ottomana, costringendola a inviare una forza di 40.000 uomini. Dopo due settimane il passo fu perso dagli Ottomani. Dopo feroci combattimenti, i ribelli si ritirarono a Drenica e gli Ottomani presero il controllo di Prizren, Gjakova e Peja. Successivamente le forze ottomane invasero l'Albania settentrionale e la Macedonia. Le forze ottomane furono bloccate per più di 20 giorni al passo di Agri, dalle forze albanesi delle aree di Shalë, Shoshë, Nikaj e Mërtur, guidate da Prel Tuli, Mehmet Shpendi e Marash Delia. Incapaci di reprimere la loro resistenza, questa colonna prese un'altra via verso Scutari, passando per la regione di Pukë. Il 24 luglio 1910, le forze ottomane entrarono nella città di Scutari. Durante questo periodo furono istituiti tribunali marziali e si verificarono esecuzioni sommarie. Una grande quantità di armi da fuoco fu raccolta e molti villaggi e proprietà furono bruciati dall'esercito ottomano.
Nel 1911 fu formato il Comitato Nazionale Albanese. In una riunione del comitato tenutasi a Podgorica dal 2 al 4 febbraio 1911, sotto la guida di Nikollë Ivanaj e Sokol Baci Ivezaj, decisero di organizzare una rivolta albanese. Terenzio Tocci radunò i capi di Mirditë il 26/27 aprile 1911 a Orosh, proclamò l'indipendenza dell'Albania, innalzò la bandiera dell'Albania (secondo Robert Elsie fu innalzata per la prima volta dopo la morte di Skanderbeg) e istituì il governo provvisorio. Shefqet Turgut Pasha volle affrontare questa minaccia e tornò nella regione con 8.000 soldati. Appena raggiunse Scutari l'11 maggio, emise una proclamazione generale che dichiarava la legge marziale e offriva un'amnistia per tutti i ribelli (eccetto i capi dei Malësor) se tornavano immediatamente alle loro case. Dopo l'entrata delle truppe ottomane nell'area, Tocci fuggì dall'impero abbandonando le sue attività. Dopo mesi di combattimenti intensi, i ribelli furono circondati e decisero di fuggire in Montenegro.
Il 23 giugno 1911, nel villaggio di Gerče, in Montenegro, si tenne un'assemblea dei capi tribù della rivolta per adottare il "Memorandum di Greçë". Questo memorandum fu firmato da 22 capi tribù albanesi, quattro da ciascuna tribù di Hoti, Grudë e Skrel, cinque da Kastrati, tre da Kelmendi e due da Shalë.

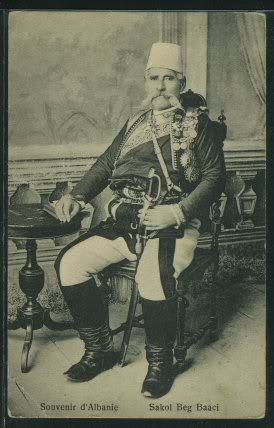
Sokol Baci Ivezaj — uno dei leader della rivolta del 1911

Le richieste del memorandum includevano:
- Amnistia generale per tutti i partecipanti alla rivolta.
- Riconoscimento dell'etnia albanese.
- Elezione dei deputati di etnia albanese per il Parlamento ottomano secondo il sistema proporzionale.
- Utilizzo della lingua albanese nelle scuole.
- Il governatore e altri alti funzionari nominati devono conoscere la lingua albanese e tutte le posizioni nell'amministrazione devono essere riservate solo a persone di etnia albanese.
- Gli uomini di etnia albanese devono servire nell'esercito solo in Albania durante il tempo di pace.
- Restituzione delle armi confiscate.
- Compensazione per tutti i danni alle proprietà albanesi causati dalle truppe ottomane.

Il Memorandum fu presentato ai rappresentanti delle Grandi Potenze a Cettigne, Montenegro.
I rappresentanti ottomani sono riusciti a trattare separatamente con i leader dei ribelli albanesi nel Vilayet del Kosovo e nel Vilayet di Scutari, perché non erano uniti e mancavano di controllo centrale. Gli Ottomani promisero di soddisfare la maggior parte delle richieste albanesi, limitate principalmente agli albanesi cattolici delle regioni montuose, come l'amnistia generale, l'apertura di scuole di lingua albanese e la restrizione del servizio militare solo nel territorio dei vilayet con una consistente popolazione albanese. Altre richieste includevano l'obbligo per gli ufficiali amministrativi di imparare la lingua albanese e il permesso di possedere armi.

### Rivolta del 1912

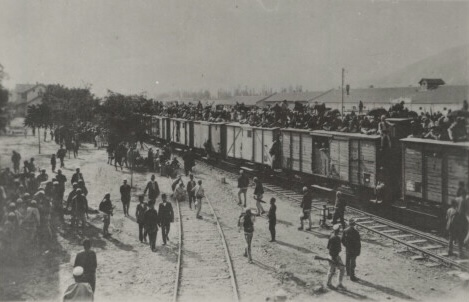
Skopje dopo essere stata catturata dai rivoluzionari albanesi nell'agosto del 1912, i quali sconfissero le forze ottomane che occupavano la città.

La Rivolta albanese del 1912 è stata una delle molte rivolte albanesi nell'Impero Ottomano e durò da gennaio ad agosto del 1912. Soldati e ufficiali albanesi disertarono il servizio militare ottomano e si unirono agli insorti. Dopo una serie di successi, i rivoluzionari albanesi riuscirono a catturare la città di Skopje, centro amministrativo del vilayet del Kosovo sotto il dominio ottomano.
Il 9 agosto 1912, i ribelli albanesi presentarono una nuova lista di richieste (la cosiddetta lista dei Quattordici Punti), relative al vilayet albanese, che possono essere così riassunte riassunte:
- sistema autonomo di amministrazione e giustizia per i quattro vilayet popolati dagli albanesi (vilayet albanese)
- gli albanesi devono svolgere il servizio militare solo nel territorio dei quattro vilayet popolati dagli albanesi, tranne che in tempo di guerra
- impiego di funzionari che conoscano la lingua e le usanze locali, ma non necessariamente albanesi
- istituzione di nuovi licei e scuole agricole nei distretti più grandi
- riorganizzazione e modernizzazione delle scuole religiose e uso della lingua albanese nelle scuole laiche
- libertà di istituire scuole e società private
- sviluppo del commercio, dell'agricoltura e delle opere pubbliche
- amnistia generale per tutti gli albanesi coinvolti nella rivolta
- corte marziale per quegli ufficiali ottomani che hanno cercato di reprimere la rivolta

La rivolta terminò quando il governo ottomano accettò di soddisfare le richieste dei ribelli, ad eccezione dell'ultima, il 4 settembre 1912. Il sistema autonomo di amministrazione e giustizia per i quattro vilayet con una sostanziale popolazione albanese fu accettato dall'Impero ottomano, tuttavia evitarono di concedere l'autonomia a un unico vilayet albanese, che faceva parte dell'agenda del Risveglio Nazionale Albanese durante la Lega di Prizren.

### Indipendenza

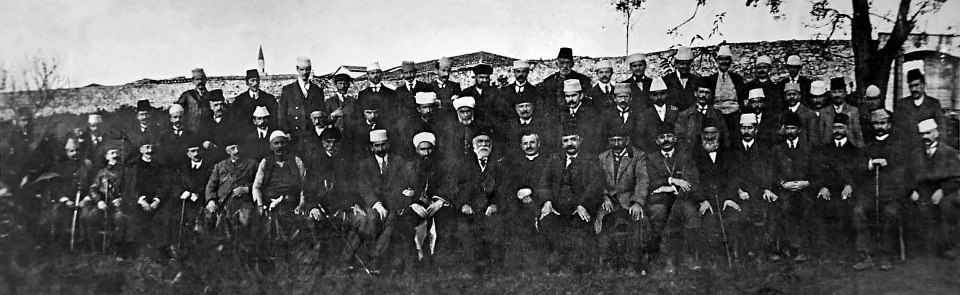
Membri dell'Assemblea di Valona fotografati nel novembre 1912.

La Prima Guerra dei Balcani, tuttavia, scoppiò prima che potesse essere trovata una soluzione definitiva. Gli alleati balcanici - Serbia, Bulgaria, Montenegro e Grecia - spinsero rapidamente gli Ottomani fino alle mura di Costantinopoli. I montenegrini circondarono Scutari.
Un'assemblea di leader musulmani e cristiani riunitasi a Valona nel novembre 1912 dichiarò l'Albania un paese indipendente.
Una seconda sessione dell'Assemblea di Valona si tenne il 4 dicembre 1912. Durante quella sessione, i membri dell'assemblea istituirono il Governo Provvisorio dell'Albania. Era un governo composto da dieci membri, guidato da Ismail Qemali fino alle sue dimissioni il 22 gennaio 1914. L'Assemblea istituì il Senato (Pleqësi) con un ruolo consultivo nei confronti del governo, composto da 18 membri dell'Assemblea. Una conferenza diplomatica che si aprì a Londra nel dicembre decise le questioni principali riguardanti gli albanesi dopo la Prima Guerra Balcanica nel suo trattato conclusivo di Londra del maggio 1913. La delegazione albanese a Londra fu assistita da Aubrey Herbert, membro del parlamento, appassionato sostenitore della loro causa.

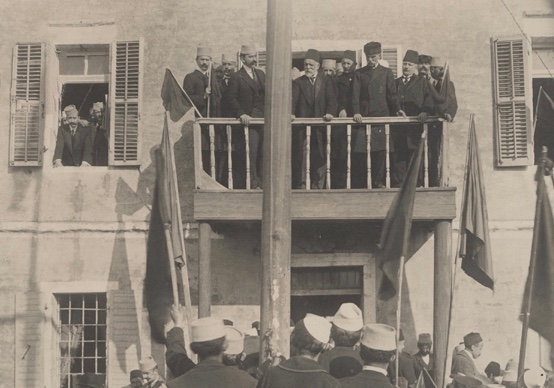
Ismail Qemali e il suo governo durante la celebrazione del primo anniversario dell'indipendenza a Valona il 28 novembre 1913.

I confini dell'Albania, come riconosciuti dalle Grandi Potenze nel 1913.

Uno degli obiettivi bellici principali della Serbia era ottenere un porto sull'Adriatico, preferibilmente Durazzo. Austria-Ungheria e Italia si opposero a concedere alla Serbia un accesso all'Adriatico, temendo che potesse diventare un porto russo. Invece, supportarono la creazione di un'Albania autonoma. La Russia appoggiò le rivendicazioni di Serbia e Montenegro sulle terre abitate dagli Albanesi. Gran Bretagna e Germania rimasero neutrali. Presieduta dal segretario degli esteri britannico, Sir Edward Grey, la conferenza degli ambasciatori inizialmente decise di creare un'Albania autonoma sotto il governo continuato dell'Impero ottomano, ma con la protezione delle Grandi Potenze. Questa soluzione, dettagliata nel Trattato di Londra, fu abbandonata nell'estate del 1913 quando divenne evidente che l'Impero ottomano avrebbe perso la Macedonia, e quindi il collegamento via terra con le terre abitate dagli Albanesi, durante la Seconda guerra balcanica.
Nel luglio 1913, le Grandi Potenze decisero di riconoscere uno Stato albanese indipendente e neutrale, retto da una monarchia costituzionale e sotto la protezione delle Grandi Potenze. Il Trattato di Bucarest dell'agosto 1913 stabilì che l'Albania indipendente fosse uno Stato con confini che concedevano al nuovo paese circa 28.000 chilometri quadrati di territorio e una popolazione di 800.000 abitanti. Il Montenegro dovette arrendersi a Scutari dopo aver perso 10.000 uomini nel tentativo di prendere la città. La Serbia cedette con riluttanza a un ultimatum da parte di Austria-Ungheria, Germania e Italia per ritirarsi dall'Albania settentrionale. Tuttavia, il trattato lasciò vaste aree con una maggioranza di popolazione albanese, in particolare il Kosovo e la Macedonia occidentale, al di fuori del nuovo Stato e non risolse i problemi di nazionalità della regione.

## Cultura

### Arte

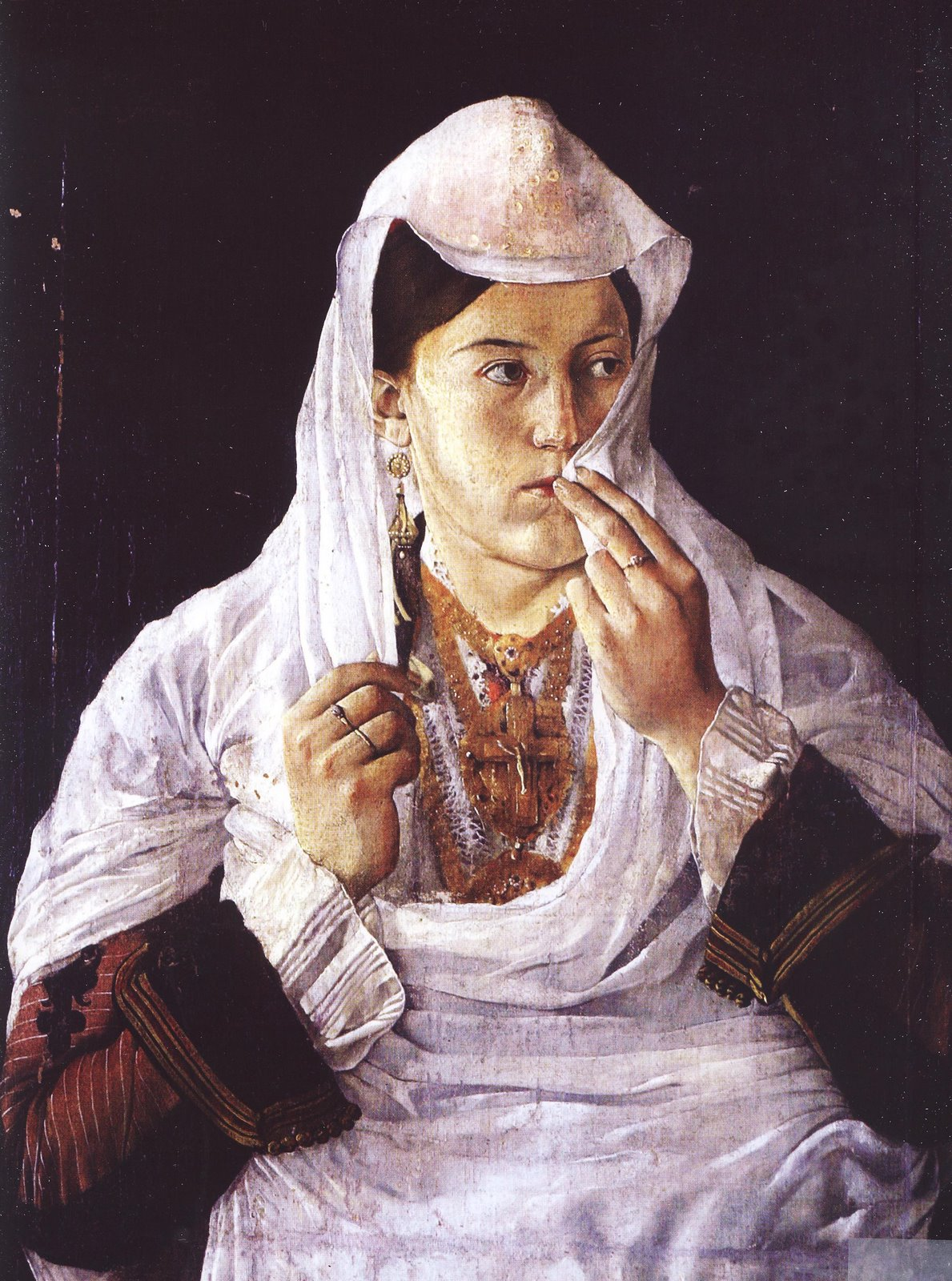
Motra Tone di Kolë Idromeno.

Il Rinascimento albanese è uno dei periodi più preziosi della cultura albanese, caratterizzato da un fiorente sviluppo culturale, economico, politico e sociale della coscienza albanese all'interno dell'Impero ottomano. Il periodo è direttamente collegato a Jorgji Panariti e Kolë Idromeno, i più rinomati rappresentanti del Rinascimento albanese.

### Letteratura

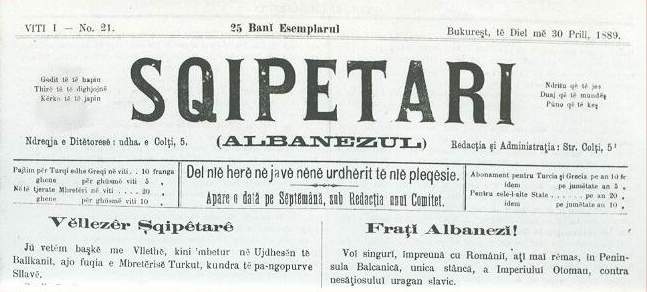
"Albanezul", il giornale della minoranza albanese in Romania dal 1889.

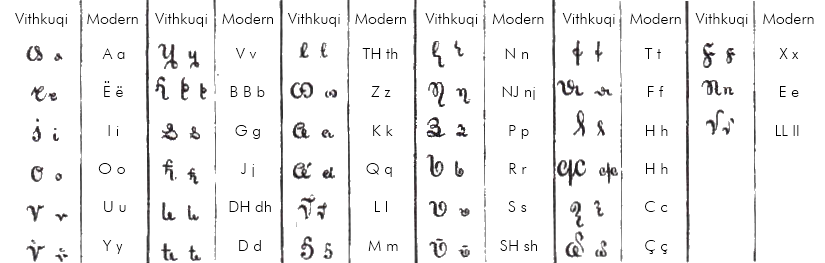
L’alfabeto di Vithkuqi di Naum Veqilharxhi è stato il primo alfabeto albanese pubblicato nel 1845.

Gli intellettuali albanesi del XIX secolo cominciarono a elaborare una lingua letteraria albanese unificata e standardizzata e a fare richieste affinché fosse utilizzata nelle scuole. A Costantinopoli nel 1879, Sami Frashëri fondò un'organizzazione culturale e educativa, la Società per la Stampa degli Scritti Albanesi, i cui membri includevano albanesi musulmani, cattolici e ortodossi. Naim Frashëri, il poeta albanese più rinomato, si unì alla società e scrisse ed editò libri di testo. Gli emigrati albanesi in Bulgaria, Egitto, Italia, Romania e negli Stati Uniti sostenevano il lavoro della società. I Greci, che dominavano l'istruzione degli albanesi ortodossi, si unirono ai Turchi nell'opprimere la cultura albanese, in particolare l'istruzione in lingua albanese. Nel 1886 il patriarca ecumenico di Costantinopoli minacciò di scomunicare chiunque fosse trovato a leggere o scrivere in albanese, e i preti insegnarono che Dio non avrebbe capito le preghiere pronunciate in albanese. Tuttavia, nel 1844-45, l'intellettuale albanese Naum Veqilharxhi pubblicò la sua opera "Evëtori Shqip Fort i Shkurtër" (tradotto come "Il più utile e coinciso alfabeto albanese"), che consisteva in un alfabeto di trentatré lettere da lui inventato. Veqilharxhi evitò l'uso degli alfabeti e dei caratteri latini, greci o arabi a causa delle loro associazioni e divisioni religiose. Nel novembre 1869, a Istanbul fu convocata una Commissione per l'Alfabeto della Lingua Albanese.

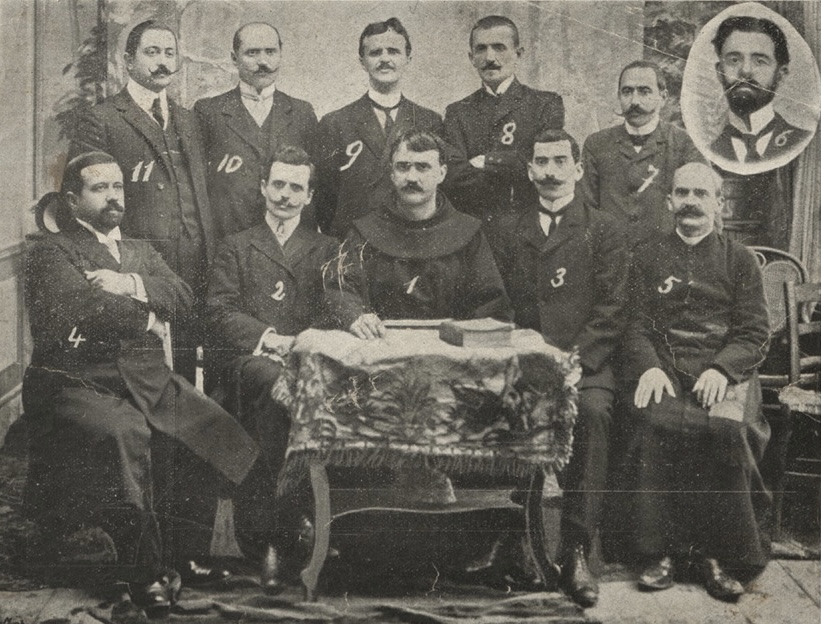
La Commissione del Congresso di Manastir in una rara foto (1908).

Uno dei membri della Commissione era Kostandin Kristoforidhi e l'obiettivo principale della Commissione era la creazione di un alfabeto unico per tutti gli albanesi. Nel gennaio 1870 la Commissione terminò il suo lavoro di standardizzazione dell'alfabeto, che consisteva principalmente in lettere latine. Fu redatto un piano per la creazione di libri di testo e la diffusione delle scuole albanesi. Tuttavia, questo piano non fu realizzato perché il governo ottomano non avrebbe finanziato le spese per l'istituzione di tali scuole.
Nonostante questa commissione avesse elaborato e presentato un alfabeto nel 1870, gli scrittori del nord continuavano a utilizzare l'alfabeto basato sul latino, mentre nel sud dell'Albania gli scrittori usavano principalmente le lettere greche. Il punto di svolta fu l'evento seguito alla Lega di Prizren (1878), quando nel 1879 Sami Frashëri e Naim Frashëri fondarono la Società per la Pubblicazione degli Scritti Albanesi. I membri della società Sami Frashëri, Naim Frashëri e Jani Vreto pubblicarono il "Primer della lingua albanese" e altre opere in albanese che trattavano di materie umanistiche, scienze naturali e così via.
Dopo lunghe lotte contro gli ostacoli provenienti dalle autorità ottomane, la prima scuola laica di lingua albanese fu aperta su iniziativa di singoli insegnanti e altri intellettuali il 7 marzo 1887 a Coriza. Diamanti Tërpo, cittadina della città, offrì la sua casa per servire da edificio scolastico. Il primo direttore e insegnante della scuola fu Pandeli Sotiri.
Un anno prima, nel 1904, era stato pubblicato il dizionario albanese "Fjalori i Gjuhës Shqipe" di Kostandin Kristoforidhi. Il dizionario era stato redatto 25 anni prima della sua pubblicazione e scritto nell'alfabeto greco. Nel 1908 si tenne il Congresso di Monastir con gli intellettuali albanesi a Bitola, nell'odierna Macedonia del Nord. Il Congresso fu ospitato dal club Bashkimi (unità), e tra i delegati di spicco vi erano Gjergj Fishta, Ndre Mjeda, Mit'hat Frashëri, Sotir Peçi, Shahin Kolonja e Gjergj D. Qiriazi. Ci furono molte discussioni e le varie proposte di alfabeto in lizza erano Istanbul, Bashkimi e Agimi. Tuttavia, il Congresso non riuscì a prendere una decisione definitiva e optò per una soluzione di compromesso, utilizzando sia l'alfabeto di Istanbul, con piccole modifiche, sia una versione modificata dell'alfabeto Bashkimi. L'uso dell'alfabeto di Istanbul diminuì rapidamente e praticamente si estinse nei decenni successivi. L'alfabeto Bashkimi è all'origine dell'alfabeto ufficiale della lingua albanese attualmente in uso.
Un ruolo importante durante il Risveglio Nazionale Albanese fu giocato dalla letteratura, che servì a molti Rilindas come modo per esprimere le proprie idee. Era impregnata dello spirito di liberazione nazionale, con la nostalgia degli emigrati e il pathos retorico delle passate guerre eroiche. Questa scuola letteraria sviluppò principalmente la poesia. Riguardo ai motivi e alle forme poetiche, il suo eroe era l'uomo etico, l'albanese combattente e in misura minore l'uomo tragico. Poiché il suo scopo principale era risvegliare la coscienza nazionale, era strettamente legata alla tradizione folclorica.